# Pau Quesada Tormos
Pau Marc Quesada Tormos (Cullera, Valencia, 31 de octubre de 1992) es un entrenador español de fútbol. Actualmente dirige al Real Madrid C. F. Femenino de la Primera División Femenina de España.

## Trayectoria
Empezó en el Fútbol Base del Levante UD con apenas 18 años. Posteriormente ingresó en el Fútbol Base de la UD Alzira y el Valencia CF en labores de técnico en las academias y área de scouting. 
En la temporada 2016-17, se haría cargo del juvenil de la UD Alzira, logrando el ascenso a División de Honor. 
En la temporada 2017-18, colocaría al equipo juvenil de la UD Alzira en la tercera posición de su grupo de División de Honor, lo que le sirvió para que el 7 de noviembre de 2018, con apenas 26 años y 2 días, hacerse cargo del primer equipo de la UD Alzira, siendo el entrenador más joven de las últimas dos décadas en la categoría, con el que lograría finalmente la salvación en Tercera División de España. 
La siguiente temporada, al frente del primer equipo de la UD Alzira desde el inicio, logró quedar subcampeón de liga realizando un magnífico año cambiando la dinámica de los últimos dos años del club que no era capaz de quedar entre los diez primeros.
Al finalizar la temporada, con 27 años fue contratado por el Elche CF para dirigir su filial en Tercera División. Logró quedar en segundo lugar, después de que el club estuviera cuatro años luchando por la salvación dando un salto competitivo al club Ilicitano en la misma competición.
En la temporada 2021-22, firmó por el Real Madrid CF para hacerse cargo de su equipo juvenil "C", con el que se proclamaría campeón de liga.
El 16 de agosto de 2022, es nombrado para dirigir al Cadete "A" del Real Madrid CF. Tras el fichaje de Luis García por el R. C. D. Espanyol, Pau es promocionado a entrenador del RSC Internacional F.C. (futuro Real Madrid "C") de la 3ª Federación. El técnico debutó contra el A. D. Torrejón C.F. con victoria por 0-1.En la siguiente temporada, la 2023-24, logra proclamarse campeón del grupo VII de la Tercera Federación, consiguiendo el Real Madrid "C" el ascenso a la Segunda Federación.
Tras finalizar la temporada, abandona la cantera del Real Madrid y firma por el Torino F. C. de la Serie A, donde ocupa el puesto de asistente técnico del primer equipo.
En 2025, regresa al Real Madrid ahora como entrenador del equipo femenino.

## Clubes

### Como entrenador
| Club                         | País   | Año       |
| ---------------------------- | ------ | --------- |
| UD Alzira (Juvenil)          | España | 2016-2018 |
| UD Alzira                    | España | 2018-2020 |
| Elche Ilicitano CF           | España | 2020-2021 |
| Real Madrid CF (Juvenil)     | España | 2021-2022 |
| Real Madrid CF (Fútbol Base) | España | 2022-2023 |
| Real Madrid CF "C"           | España | 2023-2024 |
| Torino F. C.                 | Italia | 2024-2025 |
| Real Madrid CF (Femenino)    | España | 2025-     |